# ひとり上手
「ひとり上手」（ひとりじょうず）は、中島みゆきの9作目のシングル。1980年10月21日にキャニオン・レコードよりリリース。

## 解説
1981年発売の8作目のアルバム『臨月』の先行シングル曲で、40万枚以上を売り上げ、中島の代表的楽曲になっている。
1985年頃からは、中島みゆきがラジオ・パーソナリティを務めていた『中島みゆきのオールナイトニッポン』内での1コーナーのタイトル及びジングルとして使用されていた。
オリジナル7インチシングル盤のジャケットは冬の北海道日高海岸で-20℃の酷寒の中撮影された。また、7インチシングル盤のみ、歌詞は中島直筆のものが印刷されている。
2022年11月28日にこのシングルは、ヤマハミュージックコミュニケーションズにより、ジャケット画像は7インチシングル盤でデジタル・ダウンロード配信された。

## 収録曲
- 全作詞・作曲：中島みゆき

1. ひとり上手
  - 編曲：萩田光雄
2. 悲しみに
  - 編曲：石川鷹彦

## 収録アルバム
| 曲名       | 収録アルバム                              | 発売日                      | 備考                      |
| ---------- | ----------------------------------------- | --------------------------- | ------------------------- |
| ひとり上手 | 『臨月』                                  | 1981年3月5日                | 8th オリジナルアルバム    |
| ひとり上手 | 『中島みゆき THE BEST』                   | 1985年12月15日 1986年1月5日 | ベストアルバム            |
| ひとり上手 | 『Singles』                               | 1987年8月21日               | 3枚組コレクションアルバム |
| ひとり上手 | 『中島みゆき PRESENTS BEST SELECTION 16』 | 1989年3月21日               | ベストアルバム            |
| ひとり上手 | 『大吟醸』                                | 1996年3月21日               | ベストアルバム            |
| ひとり上手 | 『冬歌2』                                 | 2005年11月23日              | コンピレーションアルバム  |
| 悲しみに   | 『Singles』                               | 1987年8月21日               | 3枚組コレクションアルバム |

## カバー
ひとり上手
- 研ナオコ（1981年、アルバム『恋愛論』収録）
- Mi-Ke（1992年、アルバム『忘れじのフォーク・白い2白いサンゴ礁』収録）
- 坂本冬美（2010年、アルバム『Love Songs II 〜ずっとあなたが好きでした〜』収録）
- 久我陽子（2015年10月25日、シングル『ひとり上手/荒野より』収録）[2]

ひとり上手（広東語）
- 張德蘭（1982年、「誰在欺騙我」アルバム『情若無花不結果』収録）
- 鄧麗君（1983年、「漫步人生路」アルバム『漫步人生路』収録）
- 董岱（1984年、「漫步人生路」アルバム『一抹彩霞』収録）
- 王菲（1985年、「漫步人生路」アルバム『風從哪裡來』収録）
- 趙莉（1986年、「漫步人生路」アルバム『金曲大聯唱』収録）
- 段品章（1986年、「漫步人生路」アルバム『鄧麗君歌曲新浪潮』収録）
- 溫拿五虎（1998年、「漫步人生路」アルバム『溫拿拉闊音樂』収録）
- 雷安娜（2002年、「漫步人生路」アルバム『麗花皇宮 壓軸版23首經典金曲』収録）
- 張偉文（2003年、「漫步人生路」アルバム『唱好女人』収録）
- 黄紅英（2003年、「漫步人生路」アルバム『九月的故事』収録）
- 貝貝（2004年、「漫步人生路」アルバム『貝貝第3集』収録）
- 董文華（2004年、「漫步人生路」アルバム『港灣』収録）
- 陳潔麗（2004年、「漫步人生路」アルバム『醉花蔭』収録）
- 鄧瑞霞（2005年、「漫步人生路」アルバム『廣東魅力舞曲-離別探戈』収録）
- 芳華十八（2005年、「漫步人生路」アルバム『鄧麗君紀念專輯』収録）
- 劉珺兒（2005年、「漫步人生路」アルバム『任你抱我』収録）
- 夢之旅演唱組合（2005年、「漫步人生路」アルバム『流淌的歌聲-粤語歌曲集』収録）
- 張靚穎（2006年、「漫步人生路」アルバム『我愛鄧麗君』収録）
- 古璇（2006年、「漫步人生路」アルバム『璇曲蔓地 歲月』収録）
- 童彤（2007年、「漫步人生路」アルバム『君自天上來』収録）
- 劉亮鷺（2007年、「漫步人生路」アルバム『歌聲嘹亮（一）』収録）
- 龔萍（2007年、「漫步人生路」アルバム『鄧麗君2 千言萬語』収録）
- 曼里（2008年、「漫步人生路」アルバム『不老情歌-粤唱粤愛』収録）
- 郁可唯（2008年、「漫步人生路」アルバム『茴香小酒館』収録）
- 仟仟（2009年、「漫步人生路」アルバム『君心似我心』収録）
- 鍾明秋（2009年、「漫步人生路」アルバム『鍾情Ⅳ』収録）
- 林曉培（2010年、「漫步人生路」アルバム『五語倫比』収録）
- 劉徳華（2010年、「漫步人生路」アルバム『unforgettable 忘不了的』収録）
- 陳佳（2012年、「漫步人生路」アルバム『櫻花之旅』収録）
- 劉惜君（2012年、「漫步人生路」アルバム『惜.君』収録）
- 黄凱芹（2018年、「漫步人生路」アルバム『十里春風』収録）

ひとり上手（タイ語）
- カニッター・ジッタジャラン (タイ: คณิตตา จิตต์เจริญ) (1982年、「เธอกับเขาฉันกับเงา (君と彼、私と影)」アルバム『สิ้นแสงแห่งรัก』収録）
- アピンヤー・ジャランウォング (タイ: อภิญญา เจริญวงศ์)（1990年、「เตี่ยสอน (父の教え)」アルバム『ร้อยฉาก # 2』収録）